# Telchinia safie
Telchinia safie is een vlinder uit de familie van de Nymphalidae. De wetenschappelijke naam van de soort is voor het eerst gepubliceerd in 1867 door Cajetan Freiherr von Felder en zijn zoon Rudolf Felder.
De soort komt voor in Ethiopië.